# Seeschlacht bei Hanko
1. Phase: Schwedische Dominanz (1700–1709)
Dänischer Kriegsschauplatz (1700)
Humlebæk • Tönning I 
Livländ./ Estnischer Kriegsschauplatz (1700–1708)
Riga I • Jungfernhof • Varja • Pühhajoggi • Narva • Petschora • Düna • Rauge • Erastfer • Hummelshof • Embach • Tartu • Narva II • Wesenberg I • Wesenberg II
Ingermanländ./ Finnischer Kriegsschauplatz (ab 1701)
Archangelsk • Ladogasee • Nöteborg • Nyenschanz • Newa • Systerbäck • Petersburg • Wyborg I • Porvoo • Newa II • Koporje II • Kolkanpää
Litauisch-weißrussischer Kriegsschauplatz (1702–1706)
Vilnius • Saladen • Jakobstadt • Gemauerthof • Mitau • Grodno I • Olkieniki • Njaswisch • Klezk • Ljachawitschy
Polnischer Kriegsschauplatz (1702–1706)
Klissow • Pułtusk • Thorn • Lemberg • Warschau • Posen • Punitz • Tillendorf • Rakowitz • Praga • Fraustadt • Kalisch 
Russischer Kriegsschauplatz (1708–1709)
Grodno II • Golowtschin • Moljatitschi • Rajowka • Lesnaja • Desna • Baturyn • Koniecpol • Weprik • Opischnja • Krasnokutsk • Sokolki • Poltawa I • Poltawa II
2. Phase: Schweden in der Defensive (1710–1721)
Baltischer und Finnischer Kriegsschauplatz (bis 1714)
Riga II • Wyborg II • Pernau • Kexholm • Reval • Hogland • Pälkäne • Storkyro • Nyslott • Hanko 
Schwed./Norwegischer Kriegsschauplatz (1710–1721)
Helsingborg • Køge-Bucht • Bottnischer Meerbusen • Frederikshald I • Dynekilen-Fjord • Göteborg I • Strömstad • Trondheim • Frederikshald II • Marstrand • Ösel • Göteborg II • Södra Stäket • Grönham • Sundsvall
Norddeutscher Kriegsschauplatz (1711–1716)
Elbing • Wismar I • Lübow • Stralsund I • Greifswalder Bodden I • Stade • Rügen • Gadebusch • Altona • Tönning II • Stettin • Fehmarn • Wismar II • Stralsund II • Jasmund • Peenemünde • Greifswalder Bodden II • Stresow 
Die Seeschlacht bei Hanko (auch als Schlacht bei Gangut und Schlacht bei Rilax bezeichnet), ereignete sich am 27. Julijul. / 7. August 1714greg. zwischen der Kaiserlich Russischen Marine und der Schwedischen Marine während des Großen Nordischen Krieges in der Bucht Rilaxfjärden, die sich in den Gewässern nördlich der Halbinsel Hanko befindet. Es war der erste bedeutende Sieg in der Geschichte der russischen Marine. 
In unmittelbarer Nähe des Schlachtfeldes liegt Rilax gård, ein Herrenhof aus dem 17. Jahrhundert in der Nachbarschaft des Ortes Bromarv. Die Stadt Hanko ist etwa 20 km Luftlinie entfernt. Der russische Ortsname Gangut (russisch Гангут) geht auf den schwedischen Namen Hangöudd (heute amtlich Hangö udd „Landzunge Hangö“) für die Halbinsel Hanko zurück. Die Stadt Hanko sowie die Halbinsel waren damals vor allem unter ihren – bis heute amtlichen – schwedischen Namen bekannt.

## Hintergrund
| \| Seeschlacht bei Hanko \| |
| Lage des Schlachtfeldes     |
| Seeschlacht bei Hanko       |

Der russische Zar Peter I. begann seine Offensive in Finnland im Frühjahr 1713. Die Armeen des Zaren rückten rasch bis Turku an der südwestlichen Küste von Finnland vor, der lebenswichtige Nachschub über das Meer wurde aber von der Schwedischen Marine blockiert. Um die Nachschubwege wieder zu öffnen, sandte der Zar daraufhin die Russische Flotte unter dem Kommando von Admiral Apraxin.

## Ankunft vor Hanko
Als die russischen Schiffe sich der Halbinsel näherten, wurden sie bereits von starken schwedischen Einheiten unter dem Kommando von Vizeadmiral Gustav Wattrang erwartet. Apraxin entschied sich, die Flotte auf der anderen Seite der Halbinsel zu stationieren und sandte ein Gesuch um Verstärkung an den Zaren, mit der Bitte, dass er persönlich kommen sollte, um den Angriff zu führen. Zar Peter I. entsandte daraufhin die Baltische Flotte unter seinem persönlichen Kommando.

## Der Durchbruch
Der erste Versuch die schwedischen Linien zu durchbrechen scheiterte, als man versuchte, die Galeeren über die Halbinsel zu ziehen, da schon beim zweiten Schiff durch den Landtransport Schäden entstanden.
Admiral Wattrang war jedoch über den Durchbruchsversuch der Russen informiert worden und sandte eine kleine Marineeinheit, bestehend aus 11 Schiffen unter dem Kommando von Konteradmiral Nils Ehrenskiöld, um die Russen abzufangen. 
Ehrenskiölds Einheit bestand aus folgenden Schiffen:
- Prahm: Elefant, sein Flaggschiff
- Galeeren: Örnen, Tranan, Gripen, Laxen, Gäddan, Valfisken
- Kleinere Schiffe: Flundran, Simpan, Gripen, Mörten

Der zweite Durchbruchsversuch erfolgte am 26. Juli. Apraxin befahl 20 der kleinen, leicht manövrierbaren russischen Galeeren, die schwedischen Linien zu durchbrechen. Bedingt durch das ruhige Wetter war es den schweren schwedischen Linienschiffen nicht möglich effektiv zu drehen. Als Apraxin klar wurde, dass die Schwedische Marine seine Schiffe nicht stoppen konnte, sandte er 15 weitere, und in der Nacht vom 26. den 27. Juli die restliche Flotte.

## Die Schlacht

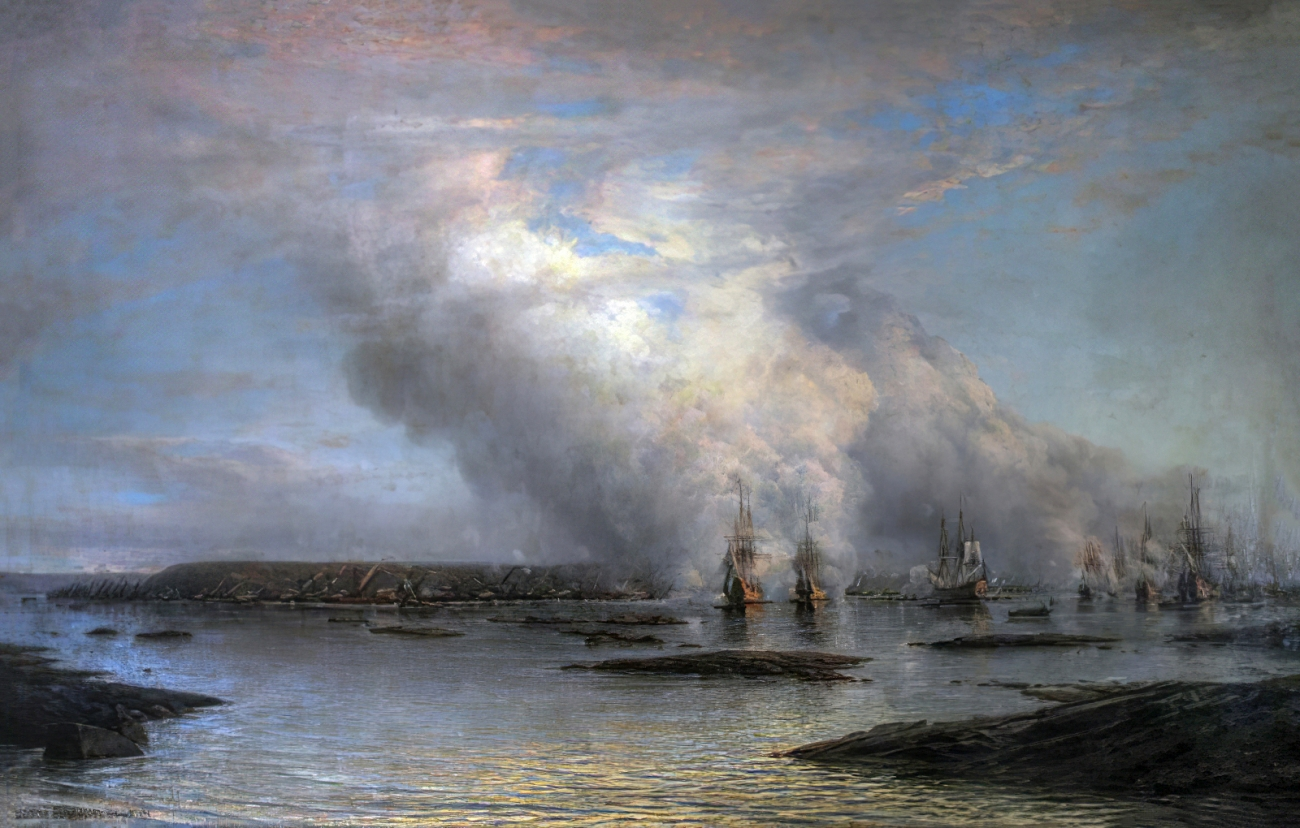
Die Schlacht von Gangut, von Alexei Bogoljubow

Nach dem russischen Durchbruch waren Ehrenskiölds Einheiten eingekreist. Er stellte seine Schiffe zwischen zwei kleinen Inseln in Verteidigungsstellung auf, wobei sich die Breitseite des Flaggschiffs Elefant auf die russischen Galeeren gerichtet in der Mitte befand, während die kleineren Boote daneben lagen und je 3 Galeeren am Ende der Linie.
Nachdem Ehrenskiöld eine Kapitulation abgelehnt hatte, griff die zahlenmäßig überlegene russische Flotte an. Die russische Übermacht war derart erdrückend, dass nicht einmal genug Platz war, um mit allen Schiffen gleichzeitig angreifen zu können. Die russischen Galeeren, kommandiert vom Zar persönlich, griffen zweimal an (zuerst nur mit 35, beim zweiten Mal mit 80 Galeeren) wurden aber zurückgeworfen. Beim dritten Versuch mit 95 Galeeren gelang es den Russen jedoch, die schwedischen Schiffe zu entern und Konteradmiral Ehrenskiöld auf Deck seines Flaggschiffes gefangen zu nehmen.

## Folgen
Die Schlacht war der erste bedeutende Sieg der russischen Galeerenflotte und kann als solcher mit dem russischen Sieg in der Schlacht bei Poltawa verglichen werden. Durch den Sieg war Russland in der Lage, weitere maritime Operationen der Schweden in den Gewässern östlich von Åland zu verhindern, so dass die Besetzung Finnlands bis 1721 aufrechterhalten werden konnte, bis der Frieden von Nystad den Krieg beendete.
Heutzutage wird der Sieg noch immer von der russischen Marine geehrt, indem es zu einer Tradition wurde, ein Schiff mit dem Namen Gangut zu führen.

## 300. Jahrestag
Am 26. Juli 2014 wurde die Schlacht vor der Stadt Hanko (d. h. auf der Südseite der Halbinsel) nachgestellt. Beteiligt waren unter anderem die russische Fregatte Shtandart (hier unter schwedischer Flagge).